# リップスティック (加藤ミリヤの曲)
「リップスティック」は2015年11月25日に発売された33枚目の加藤ミリヤのシングル。

## 概要
前作「ピース オブ ケイク -愛を叫ぼう- feat.峯田和伸」から約2か月ぶりのリリース。
表題曲「リップスティック」は、自身の代表曲『ディア ロンリーガール』から10年後を描いた続編ソングとなっている。
初回生産限定盤と通常盤の2形態で発売。初回生産限定盤には、スペシャルインタビューを収録されたDVDが付属されている。

## 収録曲
| 全作詞・作曲: Miliyah。 |                                                      |           |            |      |      |
| #                       | タイトル                                             | 作詞      | 作曲・編曲 | 編曲 | 時間 |
| 1.                      | 「リップスティック」                                 | Miliyah   | Miliyah    |      | 5:53 |
| 2.                      | 「Never Call Me Again」                              | Miliyah   | Miliyah    |      | 4:22 |
| 3.                      | 「ディア ロンリーガール (DJ SHUYA & GAKUSHI REMIX)」 | Miliyah   | Miliyah    |      | 3:39 |
| 4.                      | 「リップスティック (Instrumental)」                  | Miliyah   | Miliyah    |      | 5:52 |
| 合計時間:               | 合計時間:                                            | 合計時間: | 19:46      |      |      |

| #  | タイトル                                      | 作詞 | 作曲・編曲 | 監督 |
| -- | --------------------------------------------- | ---- | ---------- | ---- |
| 1. | 「A Story of “Lipstick” -Special Interview-」 |      |            |      |

## 収録アルバム
- LIBERTY (#1)
- M BEST II (#1)
- M BEST -FAN'S SELECTION- (#1)